# Сенокос (Димитровград)
Сенокос је насеље у Србији у општини Димитровград у Пиротском округу. Према попису из 2022. било је 19 становника. У атару села се налази Сребрна глава, најисточнија тачка Србије.
Налази се на 27км северно од Димитровграда а његов атар се граничи са српско-бугарском границом. Село је збијеног типа и изразито планинско. Становништво је претежно бугарске националности и баве се овчарством. Нема легенди о настанку села и имена. Мештани тумаче име по томе што имају много ливада, сенокоса. Село је мењало седиште, тако говори једна легенда: Изнад Сенокос било село у Ранчино браниште. било седам куће а имовина је на седам поделена - седам куће су владале све. После се преселе због воду. Горе је само река Грдешчица а куде је селото су и Грдешчица и Воденичка река, састављају се на Ивков мост.
У турским документима из 14., 15., и 16. века се село помиње само као Сенокос. Заједно са селима Росомач, Горњи Криводол спада у најпознатија овчарска села на Старој планини, по броју и квалитету оваца и по квалитету и количини производа. Село је баш на саставу Грдешчице и Воденичке реке које граде Сенокошку реку. Село има цркву, школу, три стална моста, ваљаре за сукно и центар за производњу млечних производа.

## Демографија
У насељу Сенокос живи 29 пунолетних становника, а просечна старост становништва износи 67,7 година (62,5 код мушкараца и 72,5 код жена). У насељу је 2002. године било 27 домаћинстава, а просечан број чланова по домаћинству био је 1,63.
Ово насеље је углавном насељено Бугарима (према попису из 2002. године).
|  |

| Демографија | Демографија | Демографија |
| Година      | Становника  | Становника  |
| ----------- | ----------- | ----------- |
| 1921.       | 535         |             |
| 1948.       | 568         |             |
| 1953.       | 562         |             |
| 1961.       | 405         |             |
| 1971.       | 269         |             |
| 1981.       | 144         |             |
| 1991.       | 78          | 78          |
| 2002.       | 44          | 44          |
| 2011.       | 29          |             |
| 2022.       | 19          |             |

| Година пописа     | 1948. | 1953. | 1961. | 1971. | 1981. | 1991. | 2002. |
| ----------------- | ----- | ----- | ----- | ----- | ----- | ----- | ----- |
| Број домаћинстава | 94    | 100   | 94    | 81    | 61    | 44    | 27    |

| Број чланова      | 1  | 2  | 3 | 4 | 5 | 6 | 7 | 8 | 9 | 10 и више | Просек |
| ----------------- | -- | -- | - | - | - | - | - | - | - | --------- | ------ |
| Број домаћинстава | 13 | 11 | 3 | 0 | 0 | 0 | 0 | 0 | 0 | 0         | 1,63   |

| Пол    | Укупно | Неожењен/Неудата | Ожењен/Удата | Удовац/Удовица | Разведен/Разведена | Непознато |
| ------ | ------ | ---------------- | ------------ | -------------- | ------------------ | --------- |
| Мушки  | 23     | 5                | 13           | 5              | 0                  | 0         |
| Женски | 21     | 0                | 13           | 7              | 1                  | 0         |
| УКУПНО | 44     | 5                | 26           | 12             | 1                  | 0         |

| Пол    | Укупно                    | Пољопривреда, лов и шумарство | Рибарство                            | Вађење руде и камена | Прерађивачка индустрија       |
| ------ | ------------------------- | ----------------------------- | ------------------------------------ | -------------------- | ----------------------------- |
| Мушки  | 13                        | 12                            | 0                                    | 0                    | 0                             |
| Женски | 10                        | 10                            | 0                                    | 0                    | 0                             |
| УКУПНО | 23                        | 22                            | 0                                    | 0                    | 0                             |
| Пол    | Производња и снабдевање   | Грађевинарство                | Трговина                             | Хотели и ресторани   | Саобраћај, складиштење и везе |
| Мушки  | 0                         | 0                             | 0                                    | 0                    | 1                             |
| Женски | 0                         | 0                             | 0                                    | 0                    | 0                             |
| УКУПНО | 0                         | 0                             | 0                                    | 0                    | 1                             |
| Пол    | Финансијско посредовање   | Некретнине                    | Државна управа и одбрана             | Образовање           | Здравствени и социјални рад   |
| Мушки  | 0                         | 0                             | 0                                    | 0                    | 0                             |
| Женски | 0                         | 0                             | 0                                    | 0                    | 0                             |
| УКУПНО | 0                         | 0                             | 0                                    | 0                    | 0                             |
| Пол    | Остале услужне активности | Приватна домаћинства          | Екстериторијалне организације и тела | Непознато            | Непознато                     |
| Мушки  | 0                         | 0                             | 0                                    | 0                    | 0                             |
| Женски | 0                         | 0                             | 0                                    | 0                    | 0                             |
| УКУПНО | 0                         | 0                             | 0                                    | 0                    | 0                             |

| Етнички састав према попису из 2002.‍ | Етнички састав према попису из 2002.‍ | Етнички састав према попису из 2002.‍ | Етнички састав према попису из 2002.‍ | Етнички састав према попису из 2002.‍ |
| ------------------------------------ | ------------------------------------ | ------------------------------------ | ------------------------------------ | ------------------------------------ |
|                                      |                                      |                                      |                                      |                                      |
| Бугари                               | Бугари                               |                                      | 29                                   | 65,90%                               |
| Срби                                 | Срби                                 |                                      | 15                                   | 34,09%                               |

| Етнички састав према попису из 2022.‍ | Етнички састав према попису из 2022.‍ | Етнички састав према попису из 2022.‍ | Етнички састав према попису из 2022.‍ | Етнички састав према попису из 2022.‍ |
| ------------------------------------ | ------------------------------------ | ------------------------------------ | ------------------------------------ | ------------------------------------ |
|                                      |                                      |                                      |                                      |                                      |
| Бугари                               | Бугари                               |                                      | 9                                    | 47,4%                                |
| Срби                                 | Срби                                 |                                      | 8                                    | 42,1%                                |